# 单吻鱼
单吻鱼（学名：Henicorhynchus lineatus）为鲤科单吻鱼属的鱼类。在中国，分布于澜沧江下游等，一般生活于江河水流洄缓处。该物种的模式产地在泰国。
其种加词“Lineatus”意为“有线纹的”。